# Liste des lieux patrimoniaux de la Nouvelle-Écosse
Cet article recense les lieux patrimoniaux de la Nouvelle-Écosse inscrits au répertoire des lieux patrimoniaux du Canada, qu'ils soient de niveau provincial, fédéral ou municipal. Pour plus de commodité, la liste est divisée par comtés ou municipalités locales. Étant donné qu'il existe plusieurs milliers de lieux patrimoniaux en Colombie-Britannique, ceci est un choix rédactionnel et non pas officiel.

## Listes par comtés
- Annapolis
- Antigonish
- Cap-Breton
- Colchester
- Cumberland
- Digby
- Guysborough
- Halifax
- Hants
- Inverness
- Kings
- Lunenburg
- Pictou
- Queens
- Richmond
- Shelburne
- Victoria
- Yarmouth